# わいら

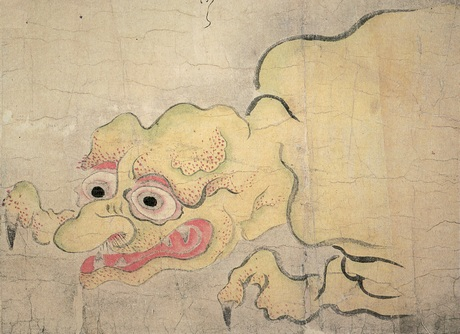
著者不詳『化物づくし』より「はいら」

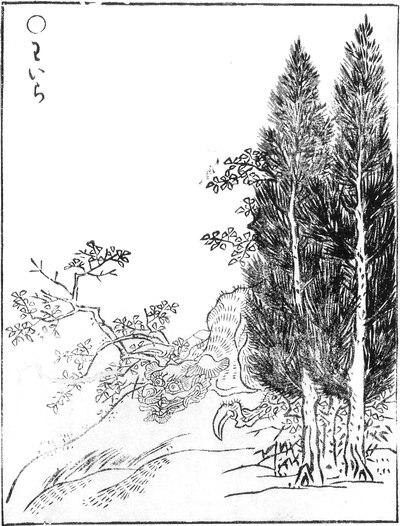
鳥山石燕『画図百鬼夜行』より「わいら」

わいらは、佐脇嵩之の『百怪図巻』などの妖怪絵巻や、鳥山石燕の『画図百鬼夜行』（1776年）にある日本の妖怪。

## 概要
『百怪図巻』（1737年,佐脇嵩之）、『化物づくし』（画家・制作年不明、加賀谷れい所蔵）、『化物絵巻』（画家・制作年不明、川崎市市民ミュージアム所蔵）、『百鬼夜行絵巻』（1832年,尾田淑太郎）などの絵巻では、巨大な牛のような体に、前足には太く鋭いカギ爪が1本ずつ生えた姿で描かれている。いずれの絵巻にも名称以外の解説文が一切なく、民間伝承を記載した書物も存在しないため、どのような妖怪を意図して描かれたかは不明である。いずれの絵も描かれているのは上半身のみであり、下半身を描いた絵は確認されておらず、全身像は明らかになっていない。
江戸時代の随筆『嬉遊笑覧』に引かれている古法眼元信が描いた「化物絵」に描かれていたとされる妖怪の中には「わいら」の名称が確認できる。
昭和以降の妖怪関連の文献や児童向けの妖怪図鑑では、正体不明の妖怪、山奥に住んでおり前足のカギ爪で土を掘り返してモグラなどの小動物を食べる大きな妖怪、山奥に住んでおり人間を襲って食べる大きな妖怪など、大きく分けて以上の3つのいずれかの解説がされている。
美術史学者・辻惟雄は『化物づくし』（画家・制作年不明、加賀谷れい所蔵）を取り上げた文章で同絵巻の「わいら」の絵（絵巻での表記は「はいら」。画像参照）を「ガマの変形らしい緑色の怪物」と描写しており、平成以降の妖怪関連の文献の一部では、ガマが年を経て霊力を得て妖怪化したもの、体色は緑色などの解説も見られる。
妖怪研究家・多田克己は、「畏（わい）」とは「恐れる」「怖れる」を意味し、畏畾（わいらい）とは「かしこまる」「その場に畏（おそ）る」を意味することから、これらの言葉がわいらの這いつくばった姿に繋がると指摘している。また、『百怪図巻』『画図百鬼夜行』のいずれも「わいら」と「おとろし」と並べて描いていることから、「恐い（わいら）」「恐ろしい（おとろし）」を具現化した2体で一対の妖怪だとする解釈もある。

## 伝承
常陸国（現在の茨城県）の山中でモグラを食べているわいらが目撃された・体色は雄が土色で雌は赤色であるとの説があるが、妖怪研究家の多田克己や村上健司らの指摘によれば、この説の原典は作家・山田野理夫による児童書シリーズ『おばけ文庫』（1976年,太平出版社）中の1冊にある「わいら」の項目に書かれている話であり、山田が創作したものと指摘されている。ただし山田自身は創作ではなく、出典は失念したもののどこかで見たものだと主張している。

### 牛かわず
絵巻物などに見られる既存の妖怪画に詞書を添えて制作されたと考えられる妖怪絵巻『化け物尽し絵巻』（江戸時代,個人蔵・福岡県立美術館寄託）では、「わいら」が「牛かわず」として紹介されている（理由ははっきりしないが同絵巻は登場する全ての妖怪の名が変更されている）。詞書には、池に棲み、人間を食べるといった内容が記されているが他の資料や伝承では確認されていない。